# Campeonato Mundial de Fórmula 1 de 1978
A Temporada de Fórmula 1 de 1978 foi a 29.ª realizada pela FIA, decorrendo entre 15 de janeiro e 8 de outubro de 1978, com dezesseis corridas.
Teve como campeão o norte-americano Mario Andretti, da equipe Lotus.
A temporada ficou marcada pela morte do piloto sueco Ronnie Peterson, vice-campeão pela Lotus, no Grande Prêmio da Itália de 1978.

## Pilotos e Construtores[1]
| Campeão                | Vice-campeão           | 3º Lugar                   |
|                        |                        |                            |
| Mario Andretti         | Ronnie Peterson        | Carlos Reutemann           |
| John Player Team Lotus | John Player Team Lotus | Scuderia Ferrari SpA SEFAC |

| Equipe                          | Construtor | Chassis | Motor                            | Pneus | No | Piloto                | Rodadas        |
| ------------------------------- | ---------- | ------- | -------------------------------- | ----- | -- | --------------------- | -------------- |
| Parmalat Racing Team            | Brabham    | BT45C   | Alfa Romeo 115-12 3.0 F12        | G     | 1  | Niki Lauda            | 1-2            |
| Parmalat Racing Team            | Brabham    | BT45C   | Alfa Romeo 115-12 3.0 F12        | G     | 2  | John Watson           | 1-2            |
| Parmalat Racing Team            | Brabham    | BT46    | Alfa Romeo 115-12 3.0 F12        | G     | 1  | Niki Lauda            | 3-7, 9-16      |
| Parmalat Racing Team            | Brabham    | BT46    | Alfa Romeo 115-12 3.0 F12        | G     | 2  | John Watson           | 3-7, 9-16      |
| Parmalat Racing Team            | Brabham    | BT46    | Alfa Romeo 115-12 3.0 F12        | G     | 66 | Nelson Piquet         | 16             |
| Parmalat Racing Team            | Brabham    | BT46B   | Alfa Romeo 115-12 3.0 F12        | G     | 1  | Niki Lauda            | 8              |
| Parmalat Racing Team            | Brabham    | BT46B   | Alfa Romeo 115-12 3.0 F12        | G     | 2  | John Watson           | 8              |
| Elf Team Tyrrell                | Tyrrell    | 008     | Ford Cosworth DFV 3.0 V8         | G     | 3  | Didier Pironi         | Todas          |
| Elf Team Tyrrell                | Tyrrell    | 008     | Ford Cosworth DFV 3.0 V8         | G     | 4  | Patrick Depailler     | Todas          |
| John Player Team Lotus          | Lotus      | 78      | Ford Cosworth DFV 3.0 V8         | G     | 5  | Mario Andretti        | 1-5            |
| John Player Team Lotus          | Lotus      | 78      | Ford Cosworth DFV 3.0 V8         | G     | 6  | Ronnie Peterson       | 1-6, 14        |
| John Player Team Lotus          | Lotus      | 79      | Ford Cosworth DFV 3.0 V8         | G     | 5  | Mario Andretti        | 6-16           |
| John Player Team Lotus          | Lotus      | 79      | Ford Cosworth DFV 3.0 V8         | G     | 6  | Ronnie Peterson       | 7-13           |
| John Player Team Lotus          | Lotus      | 79      | Ford Cosworth DFV 3.0 V8         | G     | 55 | Jean-Pierre Jarier    | 15-16          |
| Marlboro Team McLaren           | McLaren    | M26     | Ford Cosworth DFV 3.0 V8         | G     | 7  | James Hunt            | 1-14           |
| Marlboro Team McLaren           | McLaren    | M26     | Ford Cosworth DFV 3.0 V8         | G     | 8  | Patrick Tambay        | 1-14           |
| Marlboro Team McLaren           | McLaren    | M26     | Ford Cosworth DFV 3.0 V8         | G     | 33 | Bruno Giacomelli      | 6, 9-10, 13-14 |
| Löwenbräu Team McLaren1         | McLaren    | M26     | Ford Cosworth DFV 3.0 V8         | G     | 7  | James Hunt            | 15-16          |
| Löwenbräu Team McLaren1         | McLaren    | M26     | Ford Cosworth DFV 3.0 V8         | G     | 8  | Patrick Tambay        | 15-16          |
| ATS Racing Team                 | ATS        | HS1     | Ford Cosworth DFV 3.0 V8         | G     | 9  | Jochen Mass           | 1-13           |
| ATS Racing Team                 | ATS        | HS1     | Ford Cosworth DFV 3.0 V8         | G     | 10 | Jean-Pierre Jarier    | 1-5, 11        |
| ATS Racing Team                 | ATS        | HS1     | Ford Cosworth DFV 3.0 V8         | G     | 10 | Alberto Colombo       | 6-7            |
| ATS Racing Team                 | ATS        | HS1     | Ford Cosworth DFV 3.0 V8         | G     | 10 | Keke Rosberg          | 8-10           |
| ATS Racing Team                 | ATS        | HS1     | Ford Cosworth DFV 3.0 V8         | G     | 10 | Hans Binder           | 12             |
| ATS Racing Team                 | ATS        | HS1     | Ford Cosworth DFV 3.0 V8         | G     | 10 | Harald Ertl           | 14             |
| ATS Racing Team                 | ATS        | HS1     | Ford Cosworth DFV 3.0 V8         | G     | 10 | Michael Bleekemolen   | 13             |
| ATS Racing Team                 | ATS        | HS1     | Ford Cosworth DFV 3.0 V8         | G     | 9  | Michael Bleekemolen   | 14-16          |
| ATS Racing Team                 | ATS        | D1      | Ford Cosworth DFV 3.0 V8         | G     | 10 | Keke Rosberg          | 15-16          |
| Scuderia Ferrari SpA SEFAC      | Ferrari    | 312T2   | Ferrari 015 3.0 F12              | M     | 11 | Carlos Reutemann      | 1-2            |
| Scuderia Ferrari SpA SEFAC      | Ferrari    | 312T2   | Ferrari 015 3.0 F12              | M     | 12 | Gilles Villeneuve     | 1-2            |
| Scuderia Ferrari SpA SEFAC      | Ferrari    | 312T3   | Ferrari 015 3.0 F12              | M     | 11 | Carlos Reutemann      | 3-16           |
| Scuderia Ferrari SpA SEFAC      | Ferrari    | 312T3   | Ferrari 015 3.0 F12              | M     | 12 | Gilles Villeneuve     | 3-16           |
| Fittipaldi Automotive           | Fittipaldi | F5A     | Ford Cosworth DFV 3.0 V8         | G     | 14 | Emerson Fittipaldi    | Todas          |
| Equipe Renault Elf              | Renault    | RS01    | Renault-Gordini EF1 1.5 V6 Turbo | M     | 15 | Jean-Pierre Jabouille | 10, 13-16      |
| Shadow Racing Team              | Shadow     | DN8     | Ford Cosworth DFV 3.0 V8         | G     | 16 | Hans-Joachim Stuck    | 1-3            |
| Shadow Racing Team              | Shadow     | DN8     | Ford Cosworth DFV 3.0 V8         | G     | 17 | Clay Regazzoni        | 1-4            |
| Shadow Racing Team              | Shadow     | DN9     | Ford Cosworth DFV 3.0 V8         | G     | 16 | Hans-Joachim Stuck    | 4-16           |
| Shadow Racing Team              | Shadow     | DN9     | Ford Cosworth DFV 3.0 V8         | G     | 17 | Clay Regazzoni        | 5-16           |
| Interscope Racing               | Shadow     | DN9     | Ford Cosworth DFV 3.0 V8         | G     | 39 | Danny Ongais          | 4, 13          |
| Durex Team Surtees              | Surtees    | TS19    | Ford Cosworth DFV 3.0 V8         | G     | 18 | Rupert Keegan         | 1-6            |
| Beta Team Surtees               | Surtees    | TS19    | Ford Cosworth DFV 3.0 V8         | G     | 19 | Vittorio Brambilla    | 1-4            |
| Beta Team Surtees               | Surtees    | TS20    | Ford Cosworth DFV 3.0 V8         | G     | 19 | Vittorio Brambilla    | 5-14           |
| Durex Team Surtees              | Surtees    | TS20    | Ford Cosworth DFV 3.0 V8         | G     | 18 | Rupert Keegan         | 7-13           |
| Team Surtees                    | Surtees    | TS20    | Ford Cosworth DFV 3.0 V8         | G     | 18 | Carlo Franchi         | 14             |
| Team Surtees                    | Surtees    | TS20    | Ford Cosworth DFV 3.0 V8         | G     | 18 | René Arnoux           | 15-16          |
| Team Surtees                    | Surtees    | TS20    | Ford Cosworth DFV 3.0 V8         | G     | 19 | Beppe Gabbiani        | 15-16          |
| Walter Wolf Racing              | Wolf       | WR4     | Ford Cosworth DFV 3.0 V8         | G     | 20 | Jody Scheckter        | 1              |
| Walter Wolf Racing              | Wolf       | WR1     | Ford Cosworth DFV 3.0 V8         | G     | 20 | Jody Scheckter        | 2-3, 5         |
| Walter Wolf Racing              | Wolf       | WR1     | Ford Cosworth DFV 3.0 V8         | G     | 21 | Bobby Rahal           | 16             |
| Walter Wolf Racing              | Wolf       | WR5     | Ford Cosworth DFV 3.0 V8         | G     | 20 | Jody Scheckter        | 6-12, 14       |
| Walter Wolf Racing              | Wolf       | WR5     | Ford Cosworth DFV 3.0 V8         | G     | 21 | Bobby Rahal           | 15             |
| Walter Wolf Racing              | Wolf       | WR6     | Ford Cosworth DFV 3.0 V8         | G     | 20 | Jody Scheckter        | 13, 15-16      |
| Team Tissot Ensign              | Ensign     | N177    | Ford Cosworth DFV 3.0 V8         | G     | 22 | Danny Ongais          | 1-2            |
| Team Tissot Ensign              | Ensign     | N177    | Ford Cosworth DFV 3.0 V8         | G     | 22 | Lamberto Leoni        | 3-4            |
| Team Tissot Ensign              | Ensign     | N177    | Ford Cosworth DFV 3.0 V8         | G     | 22 | Jacky Ickx            | 5-8            |
| Team Tissot Ensign              | Ensign     | N177    | Ford Cosworth DFV 3.0 V8         | G     | 22 | Derek Daly            | 9-10, 12-16    |
| Team Tissot Ensign              | Ensign     | N177    | Ford Cosworth DFV 3.0 V8         | G     | 22 | Nelson Piquet         | 11             |
| Team Tissot Ensign              | Ensign     | N177    | Ford Cosworth DFV 3.0 V8         | G     | 23 | Lamberto Leoni        | 1-2            |
| Team Tissot Ensign              | Ensign     | N177    | Ford Cosworth DFV 3.0 V8         | G     | 23 | Brett Lunger          | 15             |
| Sachs Racing                    | Ensign     | N177    | Ford Cosworth DFV 3.0 V8         | G     | 23 | Harald Ertl           | 11-14          |
| Mario Deliotti Racing           | Ensign     | N175    | Ford Cosworth DFV 3.0 V8         | G     | 23 | Geoff Lees            | 10             |
| Olympus Cameras/Hesketh Racing  | Hesketh    | 308E    | Ford Cosworth DFV 3.0 V8         | G     | 24 | Divina Galica         | 1-2            |
| Olympus Cameras/Hesketh Racing  | Hesketh    | 308E    | Ford Cosworth DFV 3.0 V8         | G     | 24 | Eddie Cheever         | 3              |
| Olympus Cameras/Hesketh Racing  | Hesketh    | 308E    | Ford Cosworth DFV 3.0 V8         | G     | 24 | Derek Daly            | 4-6            |
| Team Rebaque                    | Lotus      | 78      | Ford Cosworth DFV 3.0 V8         | G     | 25 | Hector Rebaque        | Todas          |
| Ligier Gitanes                  | Ligier     | JS7     | Matra MS76 3.0 V12               | G     | 26 | Jacques Laffite       | 1-2, 4         |
| Ligier Gitanes                  | Ligier     | JS7/9   | Matra MS76 3.0 V12               | G     | 26 | Jacques Laffite       | 3, 6           |
| Ligier Gitanes                  | Ligier     | JS7/9   | Matra MS78 3.0 V12               | G     | 26 | Jacques Laffite       | 8              |
| Ligier Gitanes                  | Ligier     | JS9     | Matra MS76 3.0 V12               | G     | 26 | Jacques Laffite       | 5              |
| Ligier Gitanes                  | Ligier     | JS9     | Matra MS78 3.0 V12               | G     | 26 | Jacques Laffite       | 7, 9-16        |
| Williams Grand Prix Engineering | Williams   | FW06    | Ford Cosworth DFV 3.0 V8         | G     | 27 | Alan Jones            | Todas          |
| Centro Asegurador F1            | McLaren    | M23     | Ford Cosworth DFV 3.0 V8         | G     | 28 | Emilio de Villota     | 7              |
| Melchester Racing               | McLaren    | M23     | Ford Cosworth DFV 3.0 V8         | G     | 40 | Tony Trimmer          | 10             |
| BS Fabrications                 | McLaren    | M23     | Ford Cosworth DFV 3.0 V8         | G     | 29 | Nelson Piquet         | 12-14          |
| Liggett Group/BS Fabrications   | McLaren    | M23     | Ford Cosworth DFV 3.0 V8         | G     | 30 | Brett Lunger          | 1-4            |
| Liggett Group/BS Fabrications   | McLaren    | M26     | Ford Cosworth DFV 3.0 V8         | G     | 30 | Brett Lunger          | 5-14           |
| Patrick Nève                    | March      | 781S    | Ford Cosworth DFV 3.0 V8         | G     | 29 | Patrick Nève          | 62             |
| Automobiles Martini             | Martini    | MK23    | Ford Cosworth DFV 3.0 V8         | G     | 31 | René Arnoux           | 3, 5-6, 9-13   |
| Theodore Racing                 | Theodore   | TR1     | Ford Cosworth DFV 3.0 V8         | G     | 32 | Eddie Cheever         | 1-2            |
| Theodore Racing Hong Kong       | Theodore   | TR1     | Ford Cosworth DFV 3.0 V8         | G     | 32 | Keke Rosberg          | 3-7            |
| Theodore Racing Hong Kong       | Theodore   | WR3     | Ford Cosworth DFV 3.0 V8         | G     | 32 | Keke Rosberg          | 11-12          |
| Theodore Racing Hong Kong       | Theodore   | WR4     | Ford Cosworth DFV 3.0 V8         | G     | 32 | Keke Rosberg          | 13-14          |
| Arrows Racing Team              | Arrows     | FA1     | Ford Cosworth DFV 3.0 V8         | G     | 35 | Riccardo Patrese      | 2-11           |
| Arrows Racing Team              | Arrows     | FA1     | Ford Cosworth DFV 3.0 V8         | G     | 36 | Rolf Stommelen        | 3-11           |
| Arrows Racing Team              | Arrows     | A1      | Ford Cosworth DFV 3.0 V8         | G     | 35 | Riccardo Patrese      | 12-14, 16      |
| Arrows Racing Team              | Arrows     | A1      | Ford Cosworth DFV 3.0 V8         | G     | 36 | Rolf Stommelen        | 12-16          |
| Team Merzario                   | Merzario   | A1      | Ford Cosworth DFV 3.0 V8         | G     | 37 | Arturo Merzario       | Todas          |
| Team Merzario                   | Merzario   | A1      | Ford Cosworth DFV 3.0 V8         | G     | 34 | Alberto Colombo       | 14             |

↑1  Patrocínio utilizado nos GPs: Estados Unidos e Canadá.
↑2  Carro indisponível

## Calendário
| Prova | Grande Prêmio       | Data           | Local          |
| ----- | ------------------- | -------------- | -------------- |
| 1     | GP da Argentina     | 15 de Janeiro  | Oscar Gálvez   |
| 2     | GP do Brasil        | 29 de Janeiro  | Jacarepaguá    |
| 3     | GP da África do Sul | 5 de Março     | Kyalami        |
| 4     | GP do Oeste dos EUA | 2 de Abril     | Long Beach     |
| 5     | GP de Mônaco        | 7 de Maio      | Monte Carlo    |
| 6     | GP da Bélgica       | 21 de Maio     | Zolder         |
| 7     | GP da Espanha       | 4 de Junho     | Jarama         |
| 8     | GP da Suécia        | 18 de Junho    | Anderstorp     |
| 9     | GP da França        | 2 de Julho     | Paul Ricard    |
| 10    | GP da Inglaterra    | 16 de Julho    | Brands Hatch   |
| 11    | GP da Alemanha      | 30 de Julho    | Hockenheim     |
| 12    | GP da Áustria       | 13 de Agosto   | Österreichring |
| 13    | GP da Holanda       | 27 de Agosto   | Zandvoort      |
| 14    | GP da Itália        | 10 de Setembro | Monza          |
| 15    | GP dos EUA          | 1 de Outubro   | Watkins Glen   |
| 16    | GP do Canadá        | 8 de Outubro   | Montreal       |

## Resultados

### Grandes Prêmios
| GP | Grande Prêmio        | Pole Position      | Volta mais rápida  | Vencedor          | Equipe             | Descrição |
| -- | -------------------- | ------------------ | ------------------ | ----------------- | ------------------ | --------- |
| 1  | GP da Argentina      | Mario Andretti     | Gilles Villeneuve  | Mario Andretti    | Lotus-Ford         | Detalhes  |
| 2  | GP do Brasil         | Ronnie Peterson    | Carlos Reutemann   | Carlos Reutemann  | Ferrari            | Detalhes  |
| 3  | GP da África do Sul  | Niki Lauda         | Mario Andretti     | Ronnie Peterson   | Lotus-Ford         | Detalhes  |
| 4  | GP do Oeste dos EUA  | Carlos Reutemann   | Alan Jones         | Carlos Reutemann  | Ferrari            | Detalhes  |
| 5  | GP de Mônaco         | Carlos Reutemann   | Niki Lauda         | Patrick Depailler | Tyrrell-Ford       | Detalhes  |
| 6  | GP da Bélgica        | Mario Andretti     | Ronnie Peterson    | Mario Andretti    | Lotus-Ford         | Detalhes  |
| 7  | GP da Espanha        | Mario Andretti     | Mario Andretti     | Mario Andretti    | Lotus-Ford         | Detalhes  |
| 8  | GP da Suécia         | Mario Andretti     | Niki Lauda         | Niki Lauda        | Brabham-Alfa Romeo | Detalhes  |
| 9  | GP da França         | John Watson        | Carlos Reutemann   | Mario Andretti    | Lotus-Ford         | Detalhes  |
| 10 | GP da Grã-Bretanha   | Ronnie Peterson    | Niki Lauda         | Carlos Reutemann  | Ferrari            | Detalhes  |
| 11 | GP da Alemanha       | Mario Andretti     | Ronnie Peterson    | Mario Andretti    | Lotus-Ford         | Detalhes  |
| 12 | GP da Áustria        | Ronnie Peterson    | Ronnie Peterson    | Ronnie Peterson   | Lotus-Ford         | Detalhes  |
| 13 | GP dos Países Baixos | Mario Andretti     | Niki Lauda         | Mario Andretti    | Lotus-Ford         | Detalhes  |
| 14 | GP da Itália         | Mario Andretti     | Mario Andretti     | Niki Lauda        | Brabham-Alfa Romeo | Detalhes  |
| 15 | GP dos EUA           | Mario Andretti     | Jean-Pierre Jarier | Carlos Reutemann  | Ferrari            | Detalhes  |
| 16 | GP do Canadá         | Jean-Pierre Jarier | Alan Jones         | Gilles Villeneuve | Ferrari            | Detalhes  |

### Classificação Mundial de Pilotos
| Pos | Piloto                | ARG | BRA | RSA | USW | MON | BEL | ESP | SWE | FRA | GBR | GER | AUT | NED | ITA | USA | CAN | Pontos |
| --- | --------------------- | --- | --- | --- | --- | --- | --- | --- | --- | --- | --- | --- | --- | --- | --- | --- | --- | ------ |
| 1   | Mario Andretti        | 1   | 4   | 7   | 2   | 11  | 1   | 1   | Ret | 1   | Ret | 1   | Ret | 1   | 6   | Ret | 10  | 64     |
| 2   | Ronnie Peterson       | 5   | Ret | 1   | 4   | Ret | 2   | 2   | 3   | 2   | Ret | Ret | 1   | 2   | Ret |     |     | 51     |
| 3   | Carlos Reutemann      | 7   | 1   | Ret | 1   | 8   | 3   | Ret | 10  | 18  | 1   | Ret | DSQ | 7   | 3   | 1   | 3   | 48     |
| 4   | Niki Lauda            | 2   | 3   | Ret | Ret | 2   | Ret | Ret | 1   | Ret | 2   | Ret | Ret | 3   | 1   | Ret | Ret | 44     |
| 5   | Patrick Depailler     | 3   | Ret | 2   | 3   | 1   | Ret | Ret | Ret | Ret | 4   | Ret | 2   | Ret | 11  | Ret | 5   | 34     |
| 6   | John Watson           | Ret | 8   | 3   | Ret | 4   | Ret | 5   | Ret | 4   | 3   | 7   | 7   | 4   | 2   | Ret | Ret | 25     |
| 7   | Jody Scheckter        | 10  | Ret | Ret | Ret | 3   | Ret | 4   | Ret | 6   | Ret | 2   | Ret | 12  | 12  | 3   | 2   | 24     |
| 8   | Jacques Laffite       | 16  | 9   | 5   | 5   | Ret | 5   | 3   | 7   | 7   | 10  | 3   | 5   | 8   | 4   | 11  | Ret | 19     |
| 9   | Gilles Villeneuve     | 8   | Ret | Ret | Ret | Ret | 4   | 10  | 9   | 12  | Ret | 8   | 3   | 6   | 7   | Ret | 1   | 17     |
| 10  | Emerson Fittipaldi    | 9   | 2   | Ret | 8   | 9   | Ret | Ret | 6   | Ret | Ret | 4   | 4   | 5   | 8   | 5   | Ret | 17     |
| 11  | Alan Jones            | Ret | 11  | 4   | 7   | Ret | 10  | 8   | Ret | 5   | Ret | Ret | Ret | Ret | 13  | 2   | 9   | 11     |
| 12  | Riccardo Patrese      |     | 10  | Ret | 6   | 6   | Ret | Ret | 2   | 8   | Ret | 9   | Ret | Ret | Ret |     | 4   | 11     |
| 13  | James Hunt            | 4   | Ret | Ret | Ret | Ret | Ret | 6   | 8   | 3   | Ret | DSQ | Ret | 10  | Ret | 7   | Ret | 8      |
| 14  | Patrick Tambay        | 6   | Ret | Ret | 12  | 7   |     | Ret | 4   | 9   | 6   | Ret | Ret | 9   | 5   | 6   | 8   | 8      |
| 15  | Didier Pironi         | 14  | 6   | 6   | Ret | 5   | 6   | 12  | Ret | 10  | Ret | 5   | Ret | Ret | Ret | 10  | 7   | 7      |
| 16  | Clay Regazzoni        | 15  | 5   | NQ  | 10  | NQ  | Ret | 15  | 5   | Ret | Ret | NQ  | NC  | NQ  | NC  | 14  | NQ  | 4      |
| 17  | Jean-Pierre Jabouille |     |     | Ret | Ret | 10  | NC  | 13  | Ret | Ret | Ret | Ret | Ret | Ret | Ret | 4   | 12  | 3      |
| 18  | Hans Stuck            | 17  | Ret | NQ  | DNS | Ret | Ret | Ret | 11  | 11  | 5   | Ret | Ret | Ret | Ret | Ret | Ret | 2      |
| 19  | Vittorio Brambilla    | 18  | NQ  | 12  | Ret | NQ  | 13  | 7   | Ret | 17  | 9   | Ret | 6   | DSQ | Ret |     |     | 1      |
| 20  | Derek Daly            |     |     |     | NPQ | NPQ | NQ  |     |     | NQ  | Ret |     | DSQ | Ret | 10  | 8   | 6   | 1      |
| 21  | Hector Rebaque        | NQ  | Ret | 10  | NPQ | NPQ | NPQ | Ret | 12  | NQ  | Ret | 6   | Ret | 11  | NQ  | Ret | NQ  | 1      |
| 22  | Brett Lunger          | 13  | Ret | 11  | NQ  | NPQ | 7   | NQ  | NQ  | Ret | 8   | NPQ | 8   | Ret | Ret | 13  |     | 0      |
| 23  | Bruno Giacomelli      |     |     |     |     |     | 8   |     |     | Ret | 7   |     |     | Ret | 14  |     |     | 0      |
| 24  | Jochen Mass           | 11  | 7   | Ret | Ret | NQ  | 11  | 9   | 13  | 13  | NC  | Ret | NQ  | NQ  |     |     |     | 0      |
| 25  | Jean-Pierre Jarier    | 12  | DNS | 8   | 11  | NQ  |     |     |     |     |     | NQ  |     |     |     | 15  | Ret | 0      |
| 26  | René Arnoux           |     |     | NQ  |     | NPQ | 9   |     |     | 14  |     | NPQ | 9   | Ret |     | 9   | Ret | 0      |
| 27  | Rolf Stommelen        |     |     | 9   | 9   | Ret | Ret | 14  | 14  | 15  | NQ  | DSQ | NPQ | NPQ | NPQ | 16  | NPQ | 0      |
| 28  | Nelson Piquet         |     |     |     |     |     |     |     |     |     |     | Ret | Ret | Ret | 9   |     | 11  | 0      |
| 29  | Keke Rosberg          |     |     | Ret | NPQ | NPQ | NQ  | NPQ | 15  | 16  | Ret | 10  | NC  | Ret | NPQ | Ret | NC  | 0      |
| 30  | Rupert Keegan         | Ret | Ret | Ret | DNS | Ret | NQ  | 11  | NQ  | Ret | NQ  | NQ  | NQ  | DNS |     |     |     | 0      |
| 31  | Harald Ertl           |     |     |     |     |     |     |     |     |     |     | 11  | Ret | NPQ | NQ  |     |     | 0      |
| 32  | Jacky Ickx            |     |     |     |     | Ret | 12  | Ret | NQ  |     |     |     |     |     |     |     |     | 0      |
| 33  | Bobby Rahal           |     |     |     |     |     |     |     |     |     |     |     |     |     |     | 12  | Ret | 0      |
| -   | Arturo Merzario       | Ret | NQ  | Ret | Ret | NPQ | NPQ | NQ  | NC  | NQ  | Ret | NQ  | NQ  | Ret | Ret | Ret | NQ  | 0      |
| -   | Michael Bleekemolen   |     |     |     |     |     |     |     |     |     |     |     |     | NQ  | NQ  | Ret | NPQ | 0      |
| -   | Danny Ongais          | Ret | Ret |     | NPQ |     |     |     |     |     |     |     |     | NPQ |     |     |     | 0      |
| -   | Lamberto Leoni        | Ret | DNS | NQ  | NQ  |     |     |     |     |     |     |     |     |     |     |     |     | 0      |
| -   | Eddie Cheever         | NQ  | NQ  | Ret |     |     |     |     |     |     |     |     |     |     |     |     |     | 0      |
| -   | Emilio de Villota     |     |     |     |     |     |     | NQ  |     |     |     |     |     |     |     |     |     | -      |
| -   | Geoff Lees            |     |     |     |     |     |     |     |     |     | NQ  |     |     |     |     |     |     | -      |
| -   | Beppe Gabbiani        |     |     |     |     |     |     |     |     |     |     |     |     |     |     | NQ  | NQ  | -      |
| -   | Carlo Franchi         |     |     |     |     |     |     |     |     |     |     |     |     |     | NQ  |     |     | -      |
| -   | Tony Trimmer          |     |     |     |     |     |     |     |     |     | NQ  |     |     |     |     |     |     | -      |
| -   | Hans Binder           |     |     |     |     |     |     |     |     |     |     |     | NQ  |     |     |     |     | -      |
| -   | Divina Galica         | NQ  | NQ  |     |     |     |     |     |     |     |     |     |     |     |     |     |     | -      |
| -   | Alberto Colombo       |     |     |     |     |     | NQ  | NQ  |     |     |     |     |     |     | NPQ |     |     | -      |
| Pos | Piloto                | ARG | BRA | RSA | USW | MON | BEL | ESP | SWE | FRA | GBR | GER | AUT | NED | ITA | USA | CAN | Pontos |

| Cor        | Resultado             |
| ---------- | --------------------- |
| Ouro       | Vencedor              |
| Prata      | 2.º lugar             |
| Bronze     | 3.º lugar             |
| Verde      | Terminou, nos pontos  |
| Azul       | Terminou, sem pontos  |
| Púrpura    | Ret – Retirou-se      |
| Vermelho   | NQ – Não qualificado  |
| Preto      | DSQ – Desqualificado  |
| Branco     | NL – Não largou       |
| Branco     | C – Corrida cancelada |
| Azul claro | AT – Apenas Treino    |
| Sem cor    | NP – Não participou   |
| Sem cor    | Les – Lesionado       |
| Sem cor    | EX – Excluído         |

### Classificação Mundial de Construtores
• Última vez que a Lotus ganha um campeonato de construtores
| Pos | Construtor | Chassis             | Motor                         | Pneu | Pontos | Vitórias | Pódios | Poles |
| --- | ---------- | ------------------- | ----------------------------- | ---- | ------ | -------- | ------ | ----- |
| 1   | Lotus      | 78 79               | Ford Cosworth DFV V8          | G    | 86     | 8        | 14     | 12    |
| 2   | Ferrari    | 312T2 312T3         | Ferrari 015 F12               | M    | 58     | 5        | 9      | 2     |
| 3   | Brabham    | BT45C BT46A BT46B   | Alfa Romeo 115-12 F12         | G    | 53     | 2        | 10     | 2     |
| 4   | Tyrrell    | 008                 | Ford Cosworth DFV V8          | G    | 41     | 1        | 5      |       |
| 5   | Wolf       | WR1 WR3 WR4 WR5 WR6 | Ford Cosworth DFV V8          | G    | 24     |          | 4      |       |
| 6   | Ligier     | JS7 JS7/9 JS9       | Matra MS76 V12 Matra MS78 V12 | G    | 19     |          | 2      |       |
| 7   | Fittipaldi | F5A                 | Ford Cosworth DFV V8          | G    | 17     |          | 1      |       |
| 8   | McLaren    | M26                 | Ford Cosworth DFV V8          | G    | 15     |          | 1      |       |
| 9   | Williams   | FW06                | Ford Cosworth DFV V8          | G    | 11     |          | 1      |       |
| 10  | Arrows     | FA1 A1              | Ford Cosworth DFV V8          | G    | 11     |          | 1      |       |
| 11  | Shadow     | DN8 DN9             | Ford Cosworth DFV V8          | G    | 6      |          |        |       |
| 12  | Renault    | RS01                | Renault-Gordini EF1 V6 Turbo  | M    | 3      |          |        |       |
| 13  | Surtees    | TS19 TS20           | Ford Cosworth DFV V8          | G    | 1      |          |        |       |
| 14  | Ensign     | N177                | Ford Cosworth DFV V8          | G    | 1      |          |        |       |
| 15  | ATS        | HS1 D1              | Ford Cosworth DFV V8          | G    | 0      |          |        |       |
| 16  | Martini    | MK23                | Ford Cosworth DFV V8          | G    | 0      |          |        |       |
| 17  | Merzario   | A1                  | Ford Cosworth DFV V8          | G    | 0      |          |        |       |
| 18  | Theodore   | TR1                 | Ford Cosworth DFV V8          | G    | 0      |          |        |       |
| 19  | Hesketh    | 308E                | Ford Cosworth DFV V8          | G    | 0      |          |        |       |

### Corridas fora do campeonato
Outras corridas de Fórmula 1 disputadas em 1978, que não valeram pontos para o campeonato.
| Evento                        | Circuito    | Data        | Vencedor     | Construtor        | Descrição |
| ----------------------------- | ----------- | ----------- | ------------ | ----------------- | --------- |
| XXX BRDC International Trophy | Silverstone | 19 de Março | Keke Rosberg | Theodore-Cosworth | Detalhes  |